# Lift Me Up (OneRepublic)
Lift Me Up è un singolo del gruppo musicale statunitense OneRepublic, un estratto dal quarto album in studio Oh My My e pubblicato il 9 giugno 2017.
Il brano è stato rilasciato ufficialmente nella versione remix in formato digitale.

## Tracce
1. Lift Me Up (Michael Brun Remix) – 3:27
2. Lift Me Up (Album version) – 3:46